# San Luis (Kolorado)
San Luis – miasto w Stanach Zjednoczonych, w stanie Kolorado, w hrabstwie Costilla.